# Telitoxicum glaziovii
Telitoxicum glaziovii är en tvåhjärtbladig växtart som beskrevs av Harold Norman Moldenke. Telitoxicum glaziovii ingår i släktet Telitoxicum och familjen Menispermaceae. Inga underarter finns listade i Catalogue of Life.